# 南科新港堂

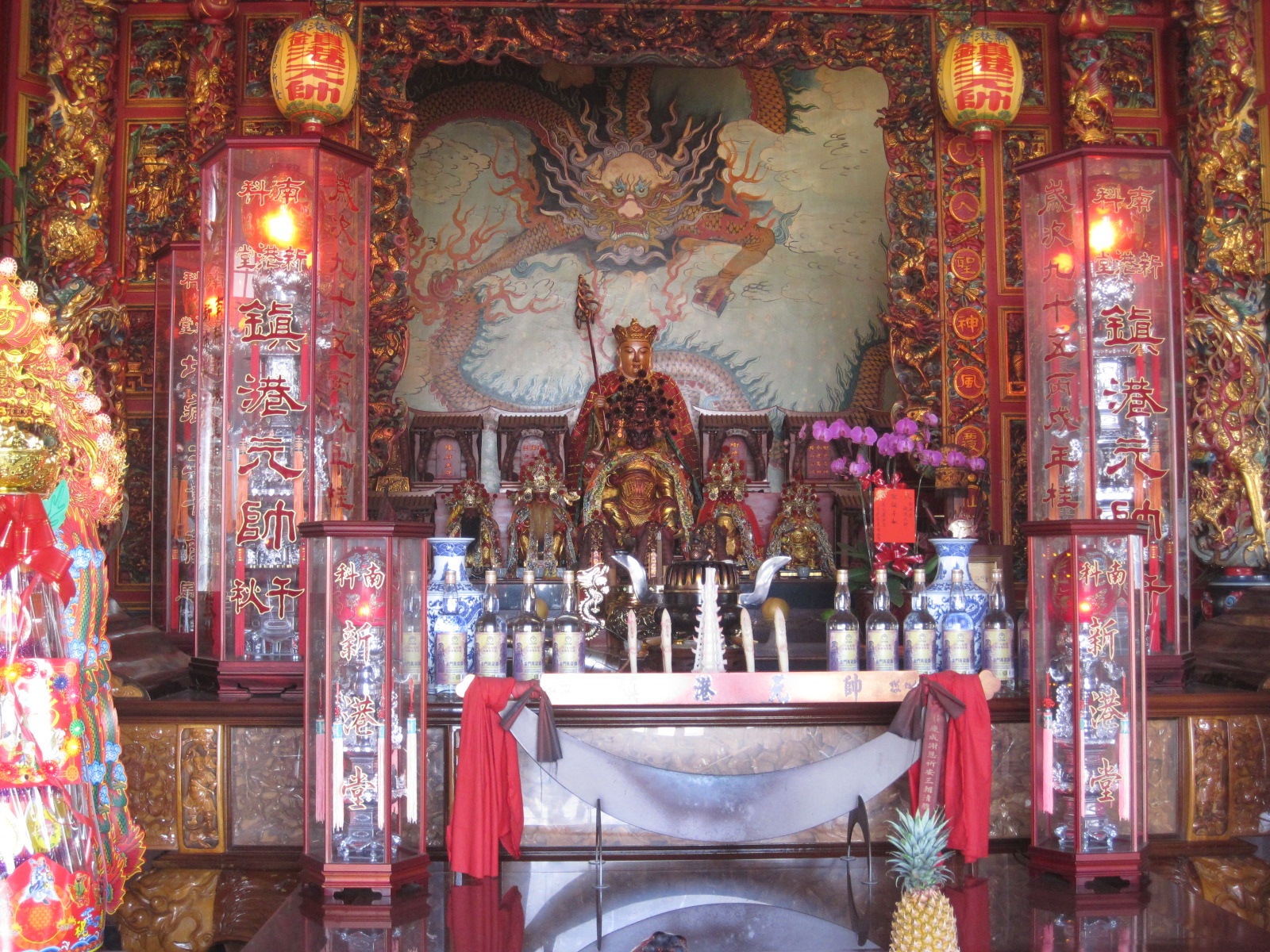
新港堂的神龕

南科玉旨新港堂，為臺灣民間信仰廟宇，位於臺灣臺南市新市區南部科學園區。該廟完成於2006年，因南科園區開發原有廟宇神明拆遷移祀之所需，由南部科學工業園區管理局出資，委託當時的台南縣新市鄉公所興建、管理，屬於公建廟宇。於一樓設有新港社地方文化館，其原址在荷蘭時代為新港社的港西文書館故址。該廟合祀過去南科及樹谷園區內的13座有應公廟共22尊神祇，主神為鎮港元帥，而除了少數幾尊神祇雕有神像外，大多是以令牌或神位的形式供奉，為該廟特色之一，此外廟中還供奉了地藏王菩薩。
而最後為了讓萬善爺、萬人公等少數幾位「神格」尚未具足的神明也能入廟奉祀，新港堂的廟門不設門神，改以門釘替代，也算是「人性化」的作法。新港堂從興建到入火安座的整個過程，相較其他廟宇，十分傳奇，遂有媒體為此專題報導謂「南科上演神鬼傳奇」。

## 歷史

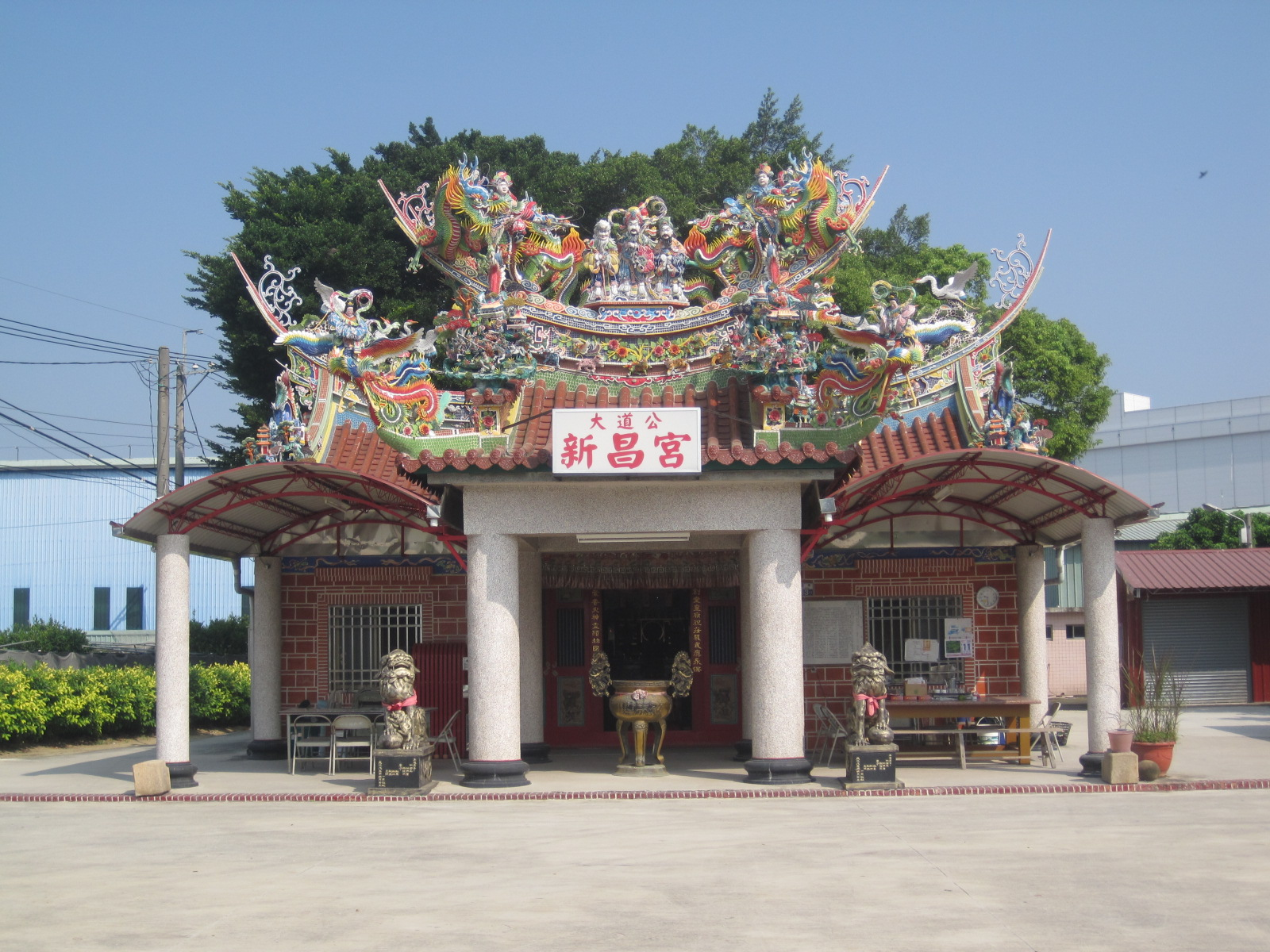
設壇奏天保薦新港堂諸神之處——大道公新昌宮

南科玉旨新港堂的興建，起因於1995年臺南科學工業園區開始開發後，為拆遷安置基地內原有的10座有應公廟，因此由南科籌備處（今國家科學及技術委員會南部科學園區管理局）提供土地，委託新市鄉公所協調、辦理，將十座有應公廟集中合祀，同時由鄰近的大道公新昌宮（位於今新市區豐華里）保生大帝於2004年9月聯合新市11村25廟的神明保薦十廟神祇晉職，以原甘港樹王公的正德君晉封為鎮港元帥 成為新港堂的主神。
後來在2005年年底時因開發樹谷液晶電視專業區（今稱樹谷園區），範圍內又有三間有應公廟需要拆遷，經臺南縣政府、新市鄉公所、聯奇公司協調後，將三廟神祇奏職後供入新港堂，擔任護堂將軍。該廟於2004年11月動工，2006年9月29日落成入火安座。
此外在要拆除各處舊廟時，北三舍水流公廟與大聖公廟都有發生靈異事件而無法拆除的情況，據說是退火之後被附近的凶神惡煞佔據而不准他人拆廟之故，遂將之掩埋於道路下。至於其他十一座廟，則是請新昌宮保生大帝主持拆除工作，皆順利拆除。而舊廟拆除後，所挖出的大量無主骨骸則在進行超渡後，遷到孝思堂。

### 落成活動大事紀
- 2006年 9月29日：南科新港堂竣工典禮與管理委員會成立記者會。
- 2006年10月10日：臺南縣政府文化局於新港堂一樓地方文化館舉行臺江內海與新港社變遷學術講座。
- 2006年10月10－12日 舉辦丙戌年慶成謝恩祈安三朝清醮大典。
- 2006年10月12日：舉辦祈安三朝清醮普度儀式，南科管理局、園區公會、南科廠商與各協力廠商、新市鄉各村里、廟宇、地方居民皆共同參與，場面盛大。
- 2006年10月13日：舉辦祈安三朝清醮平安宴，席開210餘桌，南科廠商與地方各界均熱烈與會。
- 2014年10月31日: 舉辦黃籙超度祈福法會。
- 2019年12月28日: 赴臺南市中西區開基玉皇宮向玉皇上帝覲朝領兵，自此廟名改稱「南科玉旨新港堂」。
- 2020年 3月15日: 接受國立臺灣史前文化博物館南科考古館委託，舉辦「南科地區史前考古遺址祈福法會」。

## 年度祭典
1. 農曆七月廿六日：中元普渡
2. 農曆八月十九日：鎮港元帥聖誕

## 原十三座廟宇簡介

### 三舍水流公廟
位於今新市區三舍里，北三舍中安宮轄區，主神水流公原是日治時期在大洲排水發現的水流屍，後由附近田主收屍埋葬後建祠供奉，信徒主要是北三舍庄民與附近耕種的農民，於每年三節與下冬、收成時祭拜，稱「水流公祖」。1980年代大家樂盛行時，又增祀他處請來的樹德尊神與楊府仙姑。1998年時該廟因南科工程而遷建到三舍保濟殿後方大洲排水堤岸上，神祇入祀新港堂後原預定要拆除，但據說發生靈異事件而未拆成，改將之掩埋到道路底下。
該廟所供奉之水流公在晉職後改稱水德尊神，樹德尊神、楊府仙姑則維持原稱號，皆成為新港堂副祀神明。

### 三舍大聖公廟
位於今新市區三舍里，北三舍中安宮轄區，奉祀大聖公與大聖媽，北三舍庄民與附近耕種的農民會於每年三節與下冬、收成時祭拜。該廟亦於1998年時因南科工程而遷建到三舍保濟殿後方大洲排水堤岸上，且也據說發生靈異事件而未拆成，改將之掩埋到道路底下。
該廟所供奉之大聖公在晉職後改稱大聖仙公，大聖媽改稱大聖娘娘，為新港堂副祀神明。

### 甘港樹王廟
該廟位於大道公新昌宮轄區，主神為樹王公，又稱正德君，據說是因過去於廟址被消滅的流寇魂靈作祟之故而建廟祭祀，但日後仍有作祟傳聞，故庄民祭祀時並不入內，而是在田頭遙祭。但亦有傳聞說下雨天的黃昏廟內會傳出哀嚎聲，是樹王公在用廟中鐵板處罰為非作歹的魂靈。此外大道公新昌宮的保生大帝缺兵馬時，會向樹王公借兵馬。
樹王公晉職後改稱鎮港元帥，為新港堂主神，並雕有金身與附身各一座。

### 道爺賜福宮
位於新市道爺庄，供奉土地公、朱王爺與樹王公，是十三座廟中唯一供有神像者。土地公與朱王爺原是道爺庄人黃林數家中私壇所供奉的神祇，樹王爺則是其田中一棵老榕之神，1970年代黃林數因此樹礙到耕種而欲砍除，卻因左眼被樹汁滴到而失明，樹雖有傷但仍存活，黃林數認為老榕有神，遂建廟祭祀並塑金身，並將土地公與朱王爺移入奉祀，老榕後來也移種廟旁。
該廟主神晉職後，分別改稱福德正神、朱府千歲與樹德尊王，為新港堂副祀神明。

### 道爺陳元帥廟
該廟原位在道爺農場水圳旁，供奉陳元帥（廟中所立石碑上寫「陳縣公神位」），1980年代大家樂盛行時增祀王元帥與三仙姑娘。該廟在南科開發初期先是遷移到原本打算保留的第九公墓，後來隨第九公墓被拆除。
該廟主神晉職後，分別改稱陳府元帥、王府元帥，三仙姑娘則維持原稱，為新港堂副祀神明。

### 道爺萬人公廟
該廟位於道爺庄內，為新昌宮轄區，據說該廟會對外庄人作祟。1980年代大家樂盛行時因為所報明牌奇準，經常演戲酬神，據說曾連演一週的布袋戲。該廟主神萬人公晉職後，改稱萬善爺，為新港堂副祀神明。

### 新港樹王廟
位於大洲排水北邊，今奇美4廠後門一帶，據說是因為某農地有一棵高大老樹經常作祟農地主人，農地主人遂建廟祭祀，入火安座後老樹便枯萎，農地主人遂再種一樹。該廟主神樹王公晉職後，改稱樹德尊神，為新港堂副祀神明。

### 太爺陳府萬應公廟
陳府萬應公廟主神據說是日治時期太爺陳天生之子，庄民稱為「雞屎伯仔」，曾為壯丁團一員，為人霸道會欺負婦女，後來發瘋而亡，但仍會作祟庄民。1960年代安定鄉港口人「烏仔」與其兒子遭其作祟，請示神明後表示須建廟祭祀，烏仔遂在其位於太爺的田地附近建廟。該廟主神陳府萬應公晉職後，改稱陳府元帥，為新港堂副祀神明。

### 安定萬善堂
位於蘇厝南「當仔宅」蘇萬福的田地旁，據說可能已有百年以上的歷史，主神為萬善爺，入祀新港堂時稱號未變，為副祀神明。

### 三抱竹義民廟
原位於三抱竹農場的甘蔗園內，主神陳府元帥又稱「屋尾伯仔」，據說是清光緒年間三抱竹人，名喚陳屋，養鴨維生，因而又被稱為「鴨母伯仔」，有跛足。日治時期三抱竹一帶規劃為三抱竹農場後，陳屋被禁止養鴨，但因無其他謀收能力遂無視禁令繼續養鴨，後來遭日人溺斃於池塘中再挖土坑埋之，日後冤魂不散遂開始作祟，令人跛足，但燒香祭拜便會痊癒。附近農民不堪其擾，遂立廟祭祀。
後來該廟一度在擲筊同意後遷往三抱竹許中營178縣道與南135鄉道交會處北側路衝之地，廟前並發展成市集。1980年代大家樂盛行時，又增祀潘府元帥與李府元帥。三位神祇入祀新港堂時稱號未變，為副祀神明。

### 太爺太陽公廟
該廟原為平埔族公廨，供奉阿立祖與太陽公，為一草祠。1979年代據說有位看西的農人見祠頂傾斜，想拉正卻反將草祠拉倒，日後重建為磚瓦結構，但原供奉的阿立祖矸被棄置，僅繼續供奉太陽公。
該廟為因開發樹谷園區而遭拆遷，其主神太陽公經新港堂鎮港元帥賜為護堂將軍後入祀新港堂，改稱太爺將軍。

### 木柵萬姓公廟
該廟之興建是因為開墾田地時挖出許多無主枯骨，遂合葬為一墓，墓前建廟祭祀。該廟為因開發樹谷園區而遭拆遷，其主神萬姓公經新港堂鎮港元帥賜為護堂將軍後入祀新港堂，改稱萬姓將軍。

### 中寮什姓公廟
該廟位於今樹谷大道以西，王甲路以南之地，興建原因是因有一蕭府元帥乩童葉慶茂，其位於中寮的田裡有一樹，葉慶茂之父葉金清因有感應，遂建廟祭祀。該廟為因開發樹谷園區而遭拆遷，其主神什姓公經新港堂鎮港元帥賜為護堂將軍後入祀新港堂，改稱什姓將軍。

## 特色
在規劃設計新港堂廟體建築時，時任新市鄉公所主任秘書的鄭枝南（後擔任鄉長、區長、台南市民政局專門委員）主張以有別於傳統廟宇雕樑畫棟的裝飾方式，改為親題詩詞文案後，邀集鄉內多位書法家分別書寫，再將作品雕刻於廟身，而原作則在之後裱褙並懸掛於廟堂。

## 新港社地方文化館
位於新港堂一樓的新港社地方文化館，是新港堂於建廟之初即有的規劃，並在2008年5月開館啟用，因基地濱臨古臺江內海堤塘港，為平埔西拉雅族新港社最大聚落之所在，為紀念這段歷史，遂名為「新港社地方文化館」。
該館內部空間分為常設展示區及特展區，常態展示區以西拉雅原住民文化及史前考古相關史料為主，特展區邀請知名藝術家展出作品。該館除了呈現、教育當地文史之外，亦藉由定期辦理藝文展覽、學生美展等方式提升當地文化藝術水平。

## 堤塘湖
堤塘湖是位在新港堂前方的南科滯洪池，周邊配合新港堂廟堂形式設計了花香迴廊、流觴亭、詩詞廣場及點將臺等景點，並置有「堤塘渡口」以象徵古臺江內海堤塘港意象。